# 水口町高山
水口町高山（みなくちちょうたかやま）は、滋賀県甲賀市にある地名。

## 地理
甲賀市水口町の西南部に位置し、東を杣川が流れ、西は飯道山に続く山地である。東は水口町宇川・水口町貴生川、南は水口町三大寺、西は湖南市三雲、北は水口町岩坂に接する。杣街道が通り、集落の背後を南北に滋賀県道4号草津伊賀線が通じる。

## 歴史
集落背後の平石山の山麓から山頂部にかけて甲賀郡集墳の一部である高山古墳群があり、市内最古級の横穴式石室が注目されている。また、百合野古墳群・奥百合野古墳群も当地先にある。中世は池原杣荘に属したと考えられる。地名は天満神社所蔵の1536年の鰐口に「江州甲賀郡杣庄高山」とある。甲賀郡志によると高山氏の所領であり、集落内に高山屋敷跡・御姫屋敷跡が、平石山の山上に高山氏城跡がある。1585年の甲賀ゆれと水口岡山城築城によりその支配下に入ったと考えられるが、1592年正月時点では豊臣氏の蔵入地（直轄地）となっている。1600年以降、旗本美濃部氏と同柘植氏領となり明治維新を迎える。

## 世帯数と人口
2019年（令和元年）9月30日現在の世帯数と人口は以下の通りである。
| 町丁       | 世帯数 | 人口  |
| ---------- | ------ | ----- |
| 水口町高山 | 39世帯 | 139人 |

## 学区
市立小・中学校に通う場合、学区は以下の通りとなる。
| 番・番地等 | 小学校               | 中学校             |
| ---------- | -------------------- | ------------------ |
| 全域       | 甲賀市立貴生川小学校 | 甲賀市立水口中学校 |

## 交通
- 滋賀県道4号草津伊賀線

## 施設
- 天満神社 - 本殿は甲賀市指定文化財。室町時代末期の作で一間社流造檜皮葺。
- 笠山神社 - 旧水口町が観光名所として選んだ水口八景の「笠かけの老杉」がかつてあった。江戸時代は「瘡神」とも記されて広く信仰を集めた。
- 光照寺 - もとは領主旗本美濃部氏の屋敷が置かれ、「一学殿屋敷」と呼ばれた。
- 国分橋梁・新道橋梁 - 1890年開通の関西鉄道（現JR草津線）の当時のレンガ造アーチ橋が現存。

## その他

### 日本郵便
- 郵便番号 : 528-0048[3]（集配局：水口郵便局[7]）